# 羽黒山政司
羽黒山 政司（はぐろやま まさじ、1914年11月18日 - 1969年10月14日）は、新潟県西蒲原郡松長村大字羽黒（現：新潟県新潟市西蒲区）出身で立浪部屋に所属した大相撲力士。第36代横綱。本名は小林 正治（こばやし まさじ）。

## 来歴

### 入門～スピード出世で横綱へ
1914年11月18日に新潟県西蒲原郡松長村（現：新潟県新潟市西蒲区）で農家を営む家に三男として生まれる。地元・新潟県の土地相撲で活躍した父親の血を引いたのか、幼少期から大兵だった。当時、新潟では風習で風呂屋の主人を志すことがあり、平成時代に入ってからも東京都内の銭湯の経営者は新潟出身者で占められている。正治少年も1929年に上京して、伯母が両国で経営していた銭湯「朝日湯」へ奉公に出て三助をやっていた。
正治少年が三助として奉公に出てからしばらくしたある日、「銭湯の三助が怪童」との噂を聞きつけた、朝日湯の隣にあった錦嶌部屋から熱心にスカウトされたが、三助で食べていくために丁寧に断り続けた。しかし今度は正治少年の噂を聞きつけた立浪から連日のようにスカウトを受けたが、度重なる攻勢に正治少年は次第に心を閉ざし、伯父の経営する世田谷区の風呂屋へ逃げ込んだ。しかし立浪は、逃げ込んだ世田谷の風呂屋にまで足を運んで正治少年をスカウトし続け、「横綱になればもっと親孝行が出来るぞ」「相撲取りはいいぞ。全国を見物して歩けるし、出世すれば田畑を買って親を喜ばすこともできる」との言葉に心が動き、ついに立浪部屋へ入門を決意した。
最初から出身地に因んだ「羽黒山」の四股名で(大字が羽黒だった)、1934年1月場所で初土俵を踏む。初土俵に関しては、1月場所直前に双葉山定次との稽古で右足を捻挫したため同年6月場所まで待ったという説もある。これ以降、双葉山の胸を借りながら徐々に力を付け、序ノ口から幕下まで4場所で通過し、さらに関取増員の影響もあって僅か3年後の1937年1月場所には十両へ昇進した。その十両も僅か1場所で通過し、初土俵から所要7場所という最速で、1937年5月場所には新入幕を果たした。入幕まで連続優勝を果たした力士は初であり、2022年時点でも他に出ていない。
入幕後も羽黒山のスピード出世は止まらず、平幕2場所、小結2場所、関脇1場所で1939年5月場所後には大関に昇進する。大関で一場所だけ途中休場（1940年5月場所）があったが、1941年1月場所は前田山の張り手戦法に屈した黒星だけの14勝1敗で双葉山と優勝同点、5月場所もやはり14勝1敗で2敗の双葉山をおさえて初の幕内最高優勝を果たし、場所後に横綱昇進。大関も4場所での通過となった。

### ケガ・悲劇に悩まされる
横綱昇進後は皆勤さえすれば必ず優勝争いに絡む安定した強さを示したものの、ちょうど双葉山が円熟期を迎えており（羽黒山の新横綱場所から4連覇）、しばらくはその陰に隠れた存在に甘んじた。横綱6場所目、後楽園球場での開催となった1944年5月場所で10戦全勝、1敗の双葉山をおさえてようやく横綱として初、通算2度目の優勝を果たす。
双葉山が現役でいた間、双葉山と1勝差で優勝を逃すこと2度、優勝同点1度、逆に2度の優勝はともに双葉山を1勝差でおさえてのものだった。2度目の優勝の頃からは「もう双葉山より強いのではないか」という声も聞かれるようになった。
第二次世界大戦の敗戦とともに双葉山が引退すると、名実ともに第一人者として戦後の復興真っ只中の相撲界を支えた。1945年11月場所から4連覇・32連勝を記録したが、その間に立浪の娘だった妻と長男を相次いで亡くす悲劇に見舞われ、その悲しみを乗り越えて全勝優勝を果たした（1946年11月場所）。それ以外にも、戦時中の食糧難により体重が90kg台前半まで落ちたことがあるなど苦難を経験している。
その後も羽黒山にはアクシデントが続く。1948年4月23日の五條巡業で照國と取り組みを行った際に右アキレス腱を断裂、当時の日本の外科の権威によって手術が行われたが、半月程は下駄を履いて歩くのにも難儀した。さらに同年7月の北海道巡業で横綱土俵入りを行った際、四股を踏んだ途端に同じ箇所を再び断裂してしまった。すでに羽黒山は30代に入っており、その後も後遺症で休場するなど再起が絶望視されたが、周囲が引退に反対していたため続投。1949年5月場所で復帰し、11勝4敗で何とか踏みとどまったが、既に羽黒山のかつての勢いは失われたと思われた。しかし、1952年1月場所で最後の優勝を全勝で飾り、この時37歳2ヶ月で最高齢での全勝優勝記録となっている。この場所千秋楽の千代の山戦は、千代の山の激しい突きに羽黒山も応戦、右のど輪で攻め立てて左下手廻しを引くや、大きく下手投げを放ち快勝、という内容であった。

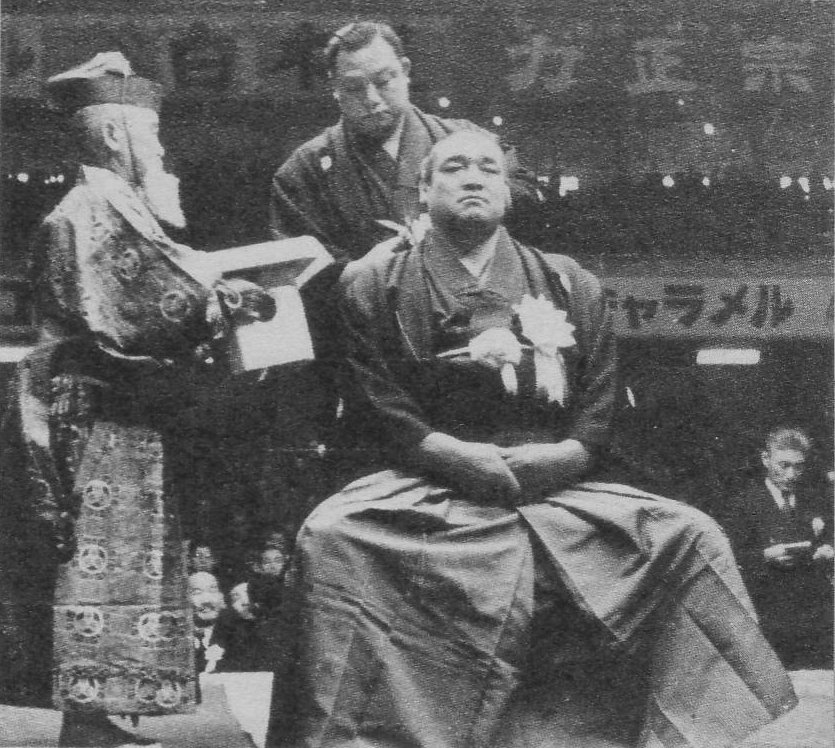
羽黒山の断髪式で双葉山の時津風が鋏を入れる（1954年）

1952年12月16日に師匠・立浪が亡くなると、現役のまま二枚鑑札で立浪部屋を継承した。1953年1月場所4日目、二瀬山勝語との取組中に右手親指が二瀬山の口に入り、そのまま強く噛まれて骨折した。このまま休場かと思われたが、この場所は照國萬藏・千代の山が前日から休場（照國はそのまま引退、千代の山は終盤戦に再出場）、東富士欽壹も連敗を喫し不振だったため休むに休めず、折れた指に添え木と包帯を当て痛み止めを打ちながら土俵に上がる（添え木は土俵に上がる際に外した）など、悲愴な土俵を務めた。この場所は新鋭・栃錦清隆と対戦したが、この取り組みが行われた日は再婚した妻の長男が誕生した日でもある。1953年9月場所は全休のまま、この場所限りで現役を引退した。

### 引退後～晩年
引退後は年寄専任となったが現役時代から後進の育成に熱心で、若羽黒朋明を大関に昇進させたほか、立浪襲名中には時津山仁一・安念山治・若浪順と若羽黒をそれぞれ幕内優勝者に育てた。時津山・安念山・若羽黒に北の洋昇を加えた4人は「立浪四天王」と謳われたほどであるほか、吉葉山潤之輔を始めとした部屋の内外を問わず若手力士に胸を貸し、成長に貢献した点は特筆される。日本相撲協会の取締・理事も務めた。部屋の師匠としては多くの親方衆を含め、各力士の素質を活かし伸び伸びとその個性を土俵上で発揮させる指導を行い、それが立浪部屋の伝統となった。弟子勧誘については「相撲で良いヤツが一人出てどんどん勝つと、やっぱり地方から訪ねて来るもの。『この部屋には良いのがいるから入門したい』って地方から手紙が来ますよ。それから（逆に）地方の知っている人にはほうぼう手紙を出しておいて、新弟子を世話してもらったりしてね。そうでなければ、若い者は増えませんわ」と話していた。
1969年10月14日、東京都新宿区にある慶應義塾大学病院にて尿毒症により没した。54歳没。立浪部屋は、羽黒山の長女と結婚した安念山が継いだ。

## 人物

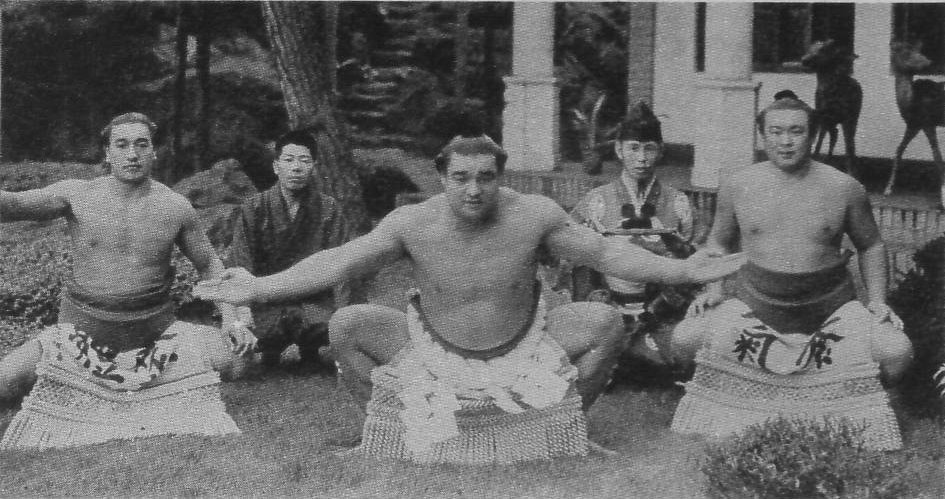
羽黒山の土俵入り姿（1941年）

通算で7回の優勝を果たしているが、以下の点が存在した事で、実力のみではさらに優勝回数を稼げたとも見られている。
1. 同時期に兄弟子でもある双葉山が君臨していたこと
2. その双葉山と同部屋のために直接対決が組まれなかったこと
3. 優勝決定戦が無く、番付上位優勝制度で優勝は大半が双葉山だったこと
4. 現在のような年6場所制では無く、終戦直後の混乱期で場所の開催すら危うい状況だったこと
5. 2度のアキレス腱断裂と右手親指骨折などのケガとの戦いが続いたこと

しかし、32連勝を記録する（双葉山の69連勝と36連勝に次いで昭和以降3位（現在は11位タイ））など、終戦直後の年6場所制でない取組数が少ない時期に達成した記録であり、実質的に歴代横綱の中でもA級の強豪として評価する声が少なくない。幕内での勝率.773は昭和では大鵬、双葉山に次いで第3位だが、アキレス腱断裂以前に限ると.803となり、双葉山を上回る。
さらに、太平洋戦争や双葉山道場立ち上げの影響によって最大70人近くいた所属力士数が一時期20人前後にまで減った立浪部屋の勢いを、名寄岩静男と共に取り戻した力士でもある。
アキレス腱断裂から奇跡的に復活し、豪快な横綱土俵入り（不知火型）で人気を博した羽黒山は、土俵入りに関しては掌を前面に向けて押し出しながら掬いあげるようせり上げていることから『重たい岩をも支える腕の形』を表わしているとして、やくみつるは不知火型の（さらに言えばせり上がりそのものの）本質に従った良い見本として評価した。
さらにやくは、輪島大士以降の横綱土俵入りが、せり上がりの本質が顕著に失われていったと批判し、白鵬翔・日馬富士公平といった不知火型の継承者をその典型例として提示し、「掌を真下に向けている」と指摘した。土俵入りの型は、明治後期から大正時代に活躍した太刀山峯右エ門と同郷のため、昵懇でよく碁を打っていた立浪が「もし羽黒山が横綱になったら、不知火型をやらせてくれ」と頼んだという。
横綱在位30場所は、梅ヶ谷藤太郎 (2代)の24場所を凌ぐ当時の最長記録であり、年6場所制以前に引退した横綱としての最長記録でもある。

## エピソード
- 横綱として強いだけでなく、他の力士の危機を救った人格者としても知られる。大関時代、幕下の福住太三郎（後の関脇玉乃海）が酔った勢いでタクシー運転手と喧嘩し、憲兵が仲裁に入ったがこれを巻き込んでの暴力事件に発展したところ、銃殺直前で必死に詫びを入れて許してもらった。戦後は新十両の若ノ花幹士が飲酒中に所持金が不足して付け人を使い、東富士の元へところへ借りに行かせて除名されそうになった時を食い止めた。両者とも後に幕内上位に進出し、羽黒山から金星を奪って恩に報いている。中でも玉乃海が恩に報いた一番は、羽黒山最後の土俵だった。

1941年1月場所12日目に前田山からその場所中連日のように続けていた激しい張り手を喰らって完敗した際に「あれは相撲じゃなくて喧嘩だ」と激怒した。一方で、立浪部屋持ち時代にはその取組を思い出に残った1番として挙げており、あそこで負けなければ全勝できたと悔しがっている。
- 1年先に入門した同部屋の兄弟子である名寄岩静男とは入門から死去に至るまで一切口を聞かなかったという異様な不仲にあった[3]。これは、上述のように相撲美に厳しい羽黒山と相手の腹の肉を掴む程荒々しい取り口及び極端な直情・負けず嫌いの性格で鳴らした名寄岩が「水と油」の相性であったためという。それでいて双葉山の横綱在位初期には、横綱土俵入りには両者が太刀持ち・露払いとして従えられていたため、両者にとっては始末が悪かったと言える。
- 入門前の経緯から先輩の前田山には「三助」と仇名され、これには当の羽黒山も苦笑していた[12]。
- 新三役に上がる頃までは左差し右前ミツになって頭を付ける相撲を取っていたが、大関になる頃から新聞などで取り口が上位力士らしくないという批判を受け、受けて立つ相撲に変わった。怪力の印象が強いが、本人は実際に重い物を持ち上げて周囲を驚かせたことなどなかったと1956年の小島貞二との対談で語っている[13]。
- 腹が弱いために油の多い食べ物が大嫌いで、食べるとすぐに腹を壊したために中華料理は避けていた。また熱に弱く、37度程度の発熱で大騒ぎしたという。
- 戦前・戦後の優勝額を併せ持つ唯一の力士で、序ノ口から幕内まで各段の優勝経験も持つ（各段優勝は栃東大裕も達成している）。
- ただ一度16尺土俵で開催された1945年11月場所で優勝しており、15尺土俵と16尺土俵の2つで幕内最高優勝の経験を持つ唯一の力士ということになる[注 6]。
- 1941年1月場所と1943年1月場所の2回、14勝1敗で優勝を逃している。これは平成時代になって白鵬翔が4回を記録するまで最多記録だった[注 7]。優勝をさらわれた相手はどちらも双葉山だった。
- 「双葉山がいなければ、羽黒山が一時代を築いていた」という見方もあるが、彼の強さは双葉山との稽古によるものが大きく、この見方の真否は議論が分かれる。本人も双葉山との稽古のおかげで強くなったことを認めている[11]。また、アキレス腱断裂がなければ双葉山に遜色のない記録を残していたという意見もある。
- 戦時中、松の根を掘るために立浪一門の力士30人で山形の山に籠りに行き、羽黒山は1人で1100kgから1500kg掘ったという。
- 終身に渡り新潟弁が顕著であったことで知られ、これを完全に理解できる人間は相撲界に誰一人といなかったと伝わる。普通の人には4割から5割程度しかわからなかったが、弟子の黒姫山秀男は7割から8割は分かるので、新潟弁の通訳を行っていた。その黒姫山は地方場所に行けば付け人でもないのに必ず呼ばれ、給仕を行っていた[14]。
  - 北の洋は戦時中の角界で苦楽を共にした間柄であるため、羽黒山を「ジャングイ」（"大将"の意。日本軍の将校になぞらえた呼び方）と呼んでいたが、一方で「ケチ」と見ていた。黒姫山が「ずっと同じ部屋で近くに接してきているから、『ケチ』などという見方も出てくる」「双葉山さんだって間近で接すれば、"崇高な"なんていう言葉は出てこないかもしれませんよ」と言うと北の洋は「この野郎!」と怒った。実際、黒姫山が語るところによると、羽黒山が立浪部屋を持っていた頃の当時の立浪部屋では新関取自身が1週間の休みをもらって帰郷して地元後援会を作るということがあった[14]。

## 主な成績

### 通算成績
- 通算成績：359勝99敗1分117休　勝率.784
- 幕内成績：321勝94敗1分117休　勝率.773
- 横綱成績：230勝62敗114休　勝率.788
- 現役在位：46場所
- 幕内在位：39場所
- 横綱在位：30場所（当時歴代1位、現在歴代13位）
- 大関在位：4場所
- 三役在位：3場所（関脇1場所、小結2場所）
- 金星：なし

### 連勝記録
羽黒山の最多連勝記録は、32連勝である。（1945年6月場所6日目：安藝ノ海節男戦 - 1947年6月場所7日目：汐ノ海運右エ門戦まで）　※不戦勝制度導入後5位タイ
その他の羽黒山の連勝記録について記す（20連勝以上を対象）。
| 回数 | 連勝数 | 期間                                     | 止めた力士       | 備考                                             |
| ---- | ------ | ---------------------------------------- | ---------------- | ------------------------------------------------ |
| 1    | 32     | 1945年6月場所6日目 - 1947年6月場所7日目  | 前田山           | 1945年11月場所 - 1946年11月場所2場所連続全勝優勝 |
| 2    | 22     | 1951年9月場所千秋楽 - 1952年5月場所6日目 | 鳴門海（不戦敗） | 1952年1月場所全勝優勝                            |

- 上記の通り、20連勝以上を2回、30連勝以上を1回記録している。

### 各段優勝
- 幕内最高優勝：7回（1941年5月場所・1944年5月場所・1945年11月場所・1946年11月場所・1947年6月場所・1947年11月場所・1952年1月場所、太字は全勝）
  - 全勝：4回
  - 連覇：4連覇（1945年11月場所 - 1947年11月場所）
  - 同点：1回
- 十両優勝：1回（1937年1月場所）
- 幕下優勝：1回（1936年5月場所）
- 三段目優勝：1回（1936年1月場所）
- 序二段優勝：1回（1935年5月場所）
- 序ノ口優勝：1回（1935年1月場所）

### 場所別成績
| 1934年 （昭和9年） | （前相撲）             | x                  | 新序 2–1                | x                      |
| 1935年 （昭和10年） | 東序ノ口筆頭 優勝 5–1  | x                  | 西序二段10枚目 優勝 6–0 | x                      |
| 1936年 （昭和11年） | 東三段目8枚目 優勝 6–0 | x                  | 西幕下12枚目 優勝 10–1  | x                      |
| 1937年 （昭和12年） | 東十両8枚目 優勝 9–2   | x                  | 西前頭16枚目 9–4        | x                      |
| 1938年 （昭和13年） | 東前頭5枚目 10–3       | x                  | 東小結 7–6              | x                      |
| 1939年 （昭和14年） | 東小結 8–4 1分         | x                  | 東関脇 11–4             | x                      |
| 1940年 （昭和15年） | 東大関 11–4            | x                  | 東大関 7–5–3            | x                      |
| 1941年 （昭和16年） | 西大関 14–1            | x                  | 西大関 14–1             | x                      |
| 1942年 （昭和17年） | 東張出横綱 13–2        | x                  | 東張出横綱 2–4–9        | x                      |
| 1943年 （昭和18年） | 西張出横綱 13–2        | x                  | 東張出横綱 14–1         | x                      |
| 1944年 （昭和19年） | 西張出横綱 12–3        | x                  | 東横綱 10–0             | 東横綱 7–3             |
| 1945年 （昭和20年） | x                      | x                  | 西横綱 5–2              | 西横綱 10–0            |
| 1946年 （昭和21年） | x                      | x                  | 国技館修理 のため中止   | 西横綱 13–0            |
| 1947年 （昭和22年） | x                      | x                  | 東横綱 9–1              | 東横綱 10–1            |
| 1948年 （昭和23年） | x                      | x                  | 東横綱 0–0–11           | 西横綱 0–0–11          |
| 1949年 （昭和24年） | 西横綱 0–0–13          | x                  | 西張出横綱 11–4         | 西横綱 12–3            |
| 1950年 （昭和25年） | 東横綱 6–4–5           | x                  | 東横綱 12–3             | 西横綱 4–1–10          |
| 1951年 （昭和26年） | 東張出横綱 12–3        | x                  | 西横綱 10–5             | 東張出横綱 10–5        |
| 1952年 （昭和27年） | 東張出横綱 15–0        | x                  | 東横綱 7–3–5            | 東張出横綱 4–3–8       |
| 1953年 （昭和28年） | 西張出横綱 9–6         | 東横綱 休場 0–0–15 | 西張出横綱 0–3–12       | 東張出横綱 引退 0–0–15 |
| 各欄の数字は、「勝ち-負け-休場」を示す。 優勝 引退 休場 十両 幕下 三賞：敢=敢闘賞、殊=殊勲賞、技=技能賞 その他：★=金星 番付階級：幕内 - 十両 - 幕下 - 三段目 - 序二段 - 序ノ口 幕内序列：横綱 - 大関 - 関脇 - 小結 - 前頭（「#数字」は各位内の序列） |                        |                    |                         |                        |

### 幕内対戦成績
| 力士名         | 勝数 | 負数 | 力士名     | 勝数 | 負数 | 力士名   | 勝数 | 負数 | 力士名 | 勝数 | 負数 |
| -------------- | ---- | ---- | ---------- | ---- | ---- | -------- | ---- | ---- | ------ | ---- | ---- |
| 安藝ノ海       | 7(1) | 5    | 朝潮(米川) | 0    | 2    | 東富士   | 8    | 7    | 綾昇   | 9    | 3    |
| 綾若           | 3    | 0    | 五ツ海     | 6    | 0    | 五ツ嶋   | 6    | 0    | 大起   | 3    | 0    |
| 大ノ森         | 1    | 0    | 大晃       | 1    | 0    | 大蛇潟   | 1    | 0    | 鏡岩   | 3    | 1    |
| 笠置山         | 11   | 3    | 鹿嶋洋     | 11   | 0    | 柏戸     | 1    | 0    | 金湊   | 1    | 1    |
| 神風           | 3    | 1    | 九州山     | 4    | 1    | 清美川   | 1    | 0    | 錦華山 | 1    | 0    |
| 九州錦         | 1    | 0    | 国登       | 1(1) | 0    | 高津山   | 5    | 0    | 琴ヶ濱 | 1    | 1    |
| 琴錦           | 6    | 2(1) | 佐賀ノ花   | 5    | 2    | 相模川   | 7    | 4    | 櫻錦   | 11   | 0    |
| 汐ノ海         | 13   | 0    | 四海波     | 1    | 0    | 信夫山   | 1    | 0    | 清水川 | 4    | 0    |
| 鯱ノ里         | 1    | 0    | 信州山     | 1    | 0    | 神東山   | 4    | 0    | 大邱山 | 2    | 1    |
| 楯甲           | 1    | 0    | 玉錦       | 0    | 1    | 玉ノ海   | 1    | 2※   | 玉ノ海 | 0    | 1    |
| 千代ノ山       | 6    | 6    | 常ノ山     | 1    | 0    | 照國     | 8    | 6    | 輝昇   | 7    | 0    |
| 出羽錦         | 8    | 2(1) | 出羽ノ花   | 1    | 0    | 出羽湊   | 9    | 1    | 十勝岩 | 1    | 0    |
| 栃錦           | 8    | 1    | 十三錦     | 2    | 0    | 巴潟     | 1    | 0    | 豊嶋   | 6    | 0    |
| 鳴門海         | 2    | 1(1) | 羽嶋山     | 5    | 1    | 幡瀬川   | 2    | 0    | 盤石   | 4    | 0    |
| 番神山         | 2    | 0    | 肥州山     | 8    | 2    | 備州山   | 6    | 7(2) | 広瀬川 | 1    | 0    |
| 藤ノ里         | 2    | 0    | 二瀬川     | 2    | 0    | 二瀬山   | 3    | 0    | 防長山 | 1    | 0    |
| 星甲           | 0    | 1    | 前田山     | 7*   | 6    | 増位山   | 7    | 2    | 松ノ里 | 5    | 1(1) |
| 松登           | 1    | 1    | 三根山     | 6    | 3    | 男女ノ川 | 5    | 1    | 武藏山 | 1    | 1    |
| 陸奥ノ里       | 1    | 0    | 八方山     | 6    | 0    | 吉葉山   | 6    | 1    | 力道山 | 2*   | 1    |
| 龍王山(竜王山) | 5    | 1    | 両國       | 3    | 1    | 和歌嶋   | 0    | 1    | 若瀬川 | 11   | 2    |
| 若ノ花         | 4    | 2    |            |      |      |          |      |      |        |      |      |

- 他に優勝決定戦で前田山と力道山に各1勝がある。

※さらに、玉ノ海梅吉と引分が1つある。